# Protocucujidae
Protocucujidae je čeleď brouků, podřádu Polyphaga.
Vyskytují se především v Austrálii a Chile. Čeleď obsahuje jeden rod, Ericmodes (=Protocucujus). Tito brouci patří k primitivním broukům v nadčeledi Cucujoidea.

## Taxonomie
- Rod Ericmodes Reitter, 1878
  - Ericmodes australis Grouvelle, 1893 – Austrálie
  - Ericmodes costatus Slipinski, 1998 – Austrálie
  - Ericmodes fuscitarsis Reitter, 1878 – Chile
  - Ericmodes lawrencei Slipinski, 1998 – Austrálie
  - Ericmodes nigris Slipinski, 1998 – Chile
  - Ericmodes silvaticus (Philippi, 1864) – Chile
  - Ericmodes synchitoides Reitter, 1878 – Austrálie
  - Ericmodes tarsalis Slipinski, 1998 – Chile